# 四月朔日義昭
四月朔日 義昭（わたぬき よしあき、1973年1月1日 - ）は日本の音楽プロデューサー、ギタリスト、作曲家、編曲家。新潟県糸魚川市出身。（株）アルファノート代表。A型。多数のギター教則本の著作者である。
四月朔日という苗字はあたたかくなる4月に着物の綿を抜くことから来ている。

## 人物
14歳でギターを始め、フュージョンやハードロックにハマる。その後、大学在学中にヤマハ主催ミュージック・クエストに出場し、ベストギタリスト賞を受賞。楽曲の特徴としてハイブリッドな作風を得意とする。ギター・レコーディング、編曲の他、楽曲提供にも力を入れ、AAAに提供した「MIRAGE」がオリコンチャート1位を獲得した。メイン楽器はギターだが、レコーディングではベース、マンドリンなどを弾くこともある。
現在、出版社アルファノートの代表取締役・プロデューサーをつとめる。温泉ソムリエでもある。

## 主な提供/参加曲
- 若旦那「それを幸せと呼ぶ」（若旦那との共同作曲）
- AAAシングル「MIRAGE」（作曲）
- リュ・シウォンシングル「願い星」（作曲、編曲）
- YURECAシングル「聖夜 ～DEC.24TH～」（編曲）TBS「噂の!東京マガジン」10～12月エンディングテーマ
- 吉岡亜衣加
  - 「ひとしずく」（DSゲーム「薄桜鬼 DS」ED主題歌）（作曲）
  - 「紅い蜃気楼」（PS3ソフト「薄桜鬼 巡想録」OP）（作曲、編曲）
  - 「約束の空」（PS3ソフト「薄桜鬼 巡想録」ED）（作曲、編曲）
  - 「夕凪に願いを」（PS3ソフト「薄桜鬼 巡想録」随想録ED） （作曲、編曲）
  - 「光彼方」（PSPソフト「薄桜鬼 黎明録ポータブル」OP）（作曲、編曲）
  - 「暁前夜」（作曲、編曲）
  - 「飛沫の花」（作曲、編曲）「薄桜鬼 ドラマCD ～新選組鬼譚～」テーマソング～
- mao
  - 「桜花の如く」（PSPソフト「薄桜鬼幕末無双録」OP）（作曲、編曲）
- ちはやふるオリジナル・サウンドトラック&キャラクターソング集 第1首
  - 「夢への地図」（編曲）
- ヲタみん
  - 「螺旋の祈り」（「いざ、出陣！恋戦 一幕・回想録」OP）（作曲、編曲）
  - 「風は憶えてる」（PS3ソフト「薄桜鬼 黎明録 名残り草」ED）（作曲、編曲）
- 9nine「Smile Again(zenryoku rock remix)」（編曲）
- May J.「Beautiful Days」（メナード フェイシャル サロンCMソング）（ギター）
- μ-aアルバム「EndRoll」（ギター、編曲）
- 志方あきこ
  - アルバム「RAKA」（ギター）
    - 「金環触」
    - 「まほろぼ」
    - 「蒼璧の森」
    - 「祈り 〜モンラム〜」
    - 「うたかたの花」
    - 「謳う丘 〜EXEC_HARVESTASYA/.〜」

  - アルバム「星詠〜ホシヨミ-Ar_tonelico hymmnos concert Side 蒼」（ギター&フラットマンドリン）
    - 「EXEC_CHRONICLE_KEY」
    - 「EXEC_PAJA_/.#Misya extracting」
    - 「星詠〜ホシヨミ〜」

  - アルバム「Navigatoria」（ギター&フラットマンドリン）
    - 「Navigatoria」
    - 「睡恋」
    - 「花帰葬」
    - 「カルナヴァル」
    - 「空の茜　空の蒼」
    - 「La Corolle」
- Ragdoll
  - アルバム「ELECTRO -electronica side -」（ギター）
    - 「Hyperion」

  - アルバム「Raxual」（ギター）
    - 「Rescue me」
    - 「Rendez-vous-interlude」

- 森重樹一
  - アルバム「ZIGGY 25th Anniversary Celebration Album」（ギター）
    - 「GLORIA」
    - 「天のくれたメロディ（LOVE IS EVERYTHING）」
    - 「午前0時のMERRY-GO-ROUND」
    - 「TOKYO CITY NIGHT」
    - 「STAY GOLD」
- 神田沙也加「LIBERTY（アルバム）」（ギター・ベース）
  - 「流星」
- ユン・サンヒョン「「プレシャス・デイズ（アルバム）」（ギター）
  - 「ココロのドア」
- 井上あずみシングル「ビリーブ」c/w「message」（ギター）
- 高橋洋子シングル「聖なる痛みを抱いて」（ギター）
- 片霧烈火アルバム「キネマ・イン・ホール」（ギター）
- ジャッキーウー「架け橋」（ギター）
- 東京コレクションZIN KATO（音楽）
- うつくしま博ともだちサミットテーマソング（作曲、編曲、ギター）
- ゲーム関連
  - モンスターバス（BGM作曲）
  - Evolution Snowboarding（BGM作曲）
  - 日本相撲協會公認日本大相撲激闘本場所編（BGM作曲）
  - SHADOW HEARTS FROM THE NEW WORLD（ギター）
  - 花帰葬（ギター）

## 連載
- DTM magazine「楽器が弾けなくてもできる作曲入門」

## 著書
- 今すぐ始めるロックギター入門
- 写真でナットク!!見て弾くアコースティックギター
- カッコよくアレンジ!手抜きギターのススメ
- ジャンルで覚える エレキギター
- これで曲が生まれ変わる! コード進行から作れるギター・フレーズ
- 重低音ギター徹底攻略本
- 実践！ギター・コードアレンジ術 これで曲が生まれ変わる！
- 厳選！ギターのコツ100
- どうしてもギターが上手くならない人のための本
- アコギで耳コピできるようになる本
- これでカンペキ！ 耳コピができるようになる本
- 実践オープンチューニング事典
- 指板で解決! ギターで見て弾く音楽理論
- 見てわかる！ギターが上手くなるコツ
- [ギターマガジン] マンネリバンドに特効薬! 今すぐ使える超秘伝フレーズ80!!
- すぐ弾けるバッキング・ネタ帳
- カッティング練習専科〜あなた好みのメニューを演出 〜
- これなら弾ける!! 超やさしいリードギター講座
- 全ロック サウンド&フレーズ
- アドリブがとぎれない50のルール
- ワウ本
- 現役のプロギタリストが密かに明かした! ギターオーバーダビングの秘密
- チョーキングのやり方
- ビブラートのやり方
- 指の動きをマネるだけ! 映像で見る ギターコードの押さえ方 完全マニュアル
- 指の動きをマネるだけ! ギターコードチェンジ 完全マニュアル
- 筋肉を意識したギター上達法30～上達の壁は身体の使い方で越えろ!～
- 正しく使えてますか? ギタリストのためのメトロノーム画期的練習レシピ
- ギター上達のための新セオリー50
- ギタリストのためのできる!耳コピ
- ゼロからの作曲入門～プロ直伝のメロディの作り方～